# Llista de finques públiques de Mallorca
| Nom                     | Terme           | Superfície | Propietari                  | Adquisició                  | Notes                                                                                            |
| ----------------------- | --------------- | ---------- | --------------------------- | --------------------------- | ------------------------------------------------------------------------------------------------ |
| Mortitx                 | Escorca         | 719 ha     | Govern de les Illes Balears |                             |                                                                                                  |
| Gabellí Petit           | Campanet        | 44 ha      | Govern de les Illes Balears | 2005                        | S'hi troben les Fonts Ufanes                                                                     |
| Míner Gran              | Pollença        | 536 ha     | Govern de les Illes Balears |                             |                                                                                                  |
| Les Figueroles          | Selva           | 272 ha     | Govern de les Illes Balears |                             |                                                                                                  |
| Binifaldó               | Escorca         | 377        | Govern de les Illes Balears | 1927                        |                                                                                                  |
| Menut                   | Escorca         | 358 ha     | Govern de les Illes Balears | 1927                        |                                                                                                  |
| Son Amer                | Escorca         | 103 ha     | Consell Insular de Mallorca |                             | S'hi troba el refugi de Son Amer                                                                 |
| La Mola de Son Macip    | Escorca         | 259 ha     | Consell Insular de Mallorca |                             |                                                                                                  |
| La Coma del Prat        | Escorca         | 189 ha     | Govern de les Illes Balears | 1989                        |                                                                                                  |
| Els Tossals Verds       | Escorca         | 578 ha     | Consell Insular de Mallorca | 1986                        | S'hi troba el refugi dels Tossals Verds                                                          |
| Cúber                   | Escorca         | 362 ha     | Govern de les Illes Balears | 1989                        | Cal afegir les 59 hectàrees que ocupa l'embassament de Cúber, propietat de l'ajuntament de Palma |
| Comuna de Bunyola       | Bunyola         | 789 ha     | Ajuntament de Bunyola       |                             | Antigues terres comunals                                                                         |
| Raixa                   | Bunyola         |            | Consell Insular de Mallorca |                             |                                                                                                  |
| Son Moragues            | Valldemossa     | 579 ha     |                             | Govern de les Illes Balears |                                                                                                  |
| Planícia                | Banyalbufar     | 442 ha     | Govern de les Illes Balears | 2009                        |                                                                                                  |
| Son Fortuny             | Estellencs      | 283 ha     | Consell Insular de Mallorca |                             |                                                                                                  |
| La Coma d'en Vidal      | Estellencs      |            | Consell Insular de Mallorca |                             | S'hi troba el refugi de la Coma d'en Vidal                                                       |
| Galatzó                 | Calvià          |            | Ajuntament de Calvià        |                             |                                                                                                  |
| Son Quint               | Palma           |            | Ajuntament de Palma         | 2024                        |                                                                                                  |
| La Dragonera            | Andratx         | 274 ha     |                             |                             |                                                                                                  |
| Comuna de Biniamar      | Selva           | 131 ha     | Ajuntament de Selva         |                             | Antigues terres comunals                                                                         |
| Comuna de Caimari       | Selva           | 753 ha     | Ajuntament de Selva         |                             | Antigues terres comunals                                                                         |
| Puig de Santa Magdalena | Inca            |            | Consell Insular de Mallorca |                             |                                                                                                  |
| La Victòria             | Alcúdia         | 1198 ha    |                             |                             |                                                                                                  |
| L'Albufera              | Alcúdia         |            |                             |                             |                                                                                                  |
| Son Real                | Santa Margalida | 392 ha     |                             | 2002                        |                                                                                                  |
| L'Alqueria Vella        | Artà            | 373 ha     | Govern de les Illes Balears | 2000                        |                                                                                                  |
| Albarca - El Verger     | Artà            | 1127 ha    | Govern de les Illes Balears | 1999                        |                                                                                                  |
| La Duaia                | Artà            | 472 ha     |                             | 2004                        |                                                                                                  |